# Sobarocephala interrupta
Sobarocephala interrupta är en tvåvingeart som beskrevs av Curtis W. Sabrosky och Steyskal 1974. Sobarocephala interrupta ingår i släktet Sobarocephala och familjen träflugor. Inga underarter finns listade i Catalogue of Life.